# Transfăgărășanul (film documentar)
Transfăgărășanul este un film românesc din 1975 regizat de Virgil Calotescu.